# Pietro Fragiacomo
 (mars 2025).
Si vous disposez d'ouvrages ou d'articles de référence ou si vous connaissez des sites web de qualité traitant du thème abordé ici, merci de compléter l'article en donnant les références utiles à sa vérifiabilité et en les liant à la section « Notes et références ».
Pietro Fragiacomo, né le 14 août 1856 à Trieste dans la région du Littoral autrichien en Autriche et décédé le 18 mai 1922 à Venise dans la région de la Vénétie, est un peintre italien. Il est notamment connu pour ses peintures de paysage de la ville de Venise.

## Biographie
Pietro Fragiacomo naît à Trieste dans la région du Frioul-Vénétie julienne en 1856. D'origine modeste, il est le fils de Domenico Fragiacomo, originaire de la ville de Piran, et de Caterina Dolce, originaire de Trieste. Dans le milieu des années 1860, il s'installe avec sa famille à Venise. En 1871, il s'installe à Trévise et travaille comme tourneur, forgeron et dessinateur pour la Società veneta di costruzioni meccaniche. En 1878, il revient à Venise et s'inscrit l'année suivante à l'académie des beaux-arts de la ville ou il suit notamment les cours des peintres Domenico Bresolin et Guglielmo Ciardi.
Durant cette période, il se lie d’amitié avec les peintres Giacomo Favretto et Ettore Tito. Il participe à sa première exposition en 1880 en prenant part à l'exposition d'art de Turin. En 1882, la galerie londonienne Fine Art Society expose plusieurs de ces œuvres. En 1885 et 1887, il participe à la Biennale de Venise. En 1889, il visite les villes de Monaco et Paris, ou il obtient une médaille de bronze lors de l'exposition universelle. En 1890, il épouse Eugenia Rossignol, visite la ville de Constantinople et participe au premier salon des artistes du musée Revoltella. Le couple s'installe ensuite sur l'île de Giudecca au sud de Venise. En 1891, il expose lors de la première exposition triennale de Brera (it) organisé à la Pinacothèque de Brera à Milan.
En 1893, il reçoit une médaille d'argent au cours de l'exposition nationale des beaux-arts de Rome. En 1895, il participe à l'exposition Internationale d'Art de la Cité de Venise qui deviendra connu sous le nom de Biennale de Venise. Il participera à de nombreuses reprises à cet événement par la suite, comme exposant ou commissaire. En 1903, il y présente notamment douze tableaux et reçoit quatre médailles d'or. En 1910, il monte une exposition personnelle de plus d'une centaine d’œuvres. Durant la Première Guerre mondiale, il reste à Venise. En 1916, il réalise un tableau représentant une Notre-Dame-des-Neiges pour la chapelle de Pal Grande construite en 1915 par des soldats italiens sur le sommet du Pal Piccolo (it). En 1918, il est nommé au rang de commandeur de l'Ordre de la Couronne d'Italie et visite le Japon.
Il décède dans la ville de Venise en 1922 et est enterré au cimetière San Michele. Sa sœur, Antonietta Fragiacomo (1859-1942), exerça également le métier de peintre, avec des tableaux présentant les mêmes thèmes que son frère.

## Œuvre
Ses œuvres sont notamment visibles ou conservées à la galerie nationale d'Art moderne et contemporain de Rome, à la galerie d'Art moderne du palais Pitti de Florence, à la galerie d'art moderne de Milan, à la pinacothèque nationale (it) de Sassari, au musée Revoltella de Trieste, à la Frugone Collection de Gênes, au palais du Belvédère de Vienne et au musée de l'art italien de Lima (it).
- L'Hiver, 1890, huile sur toile, 74 × 136 cm, Galerie Nationale de Rome[réf. nécessaire]
- La Cloche du soir, 1893, huile sur toile, 129 × 251 cm, Musée Revoltella, Trieste[1]
- Tristesse, 1895, huile sur toile, 90 × 156 cm[réf. nécessaire]
- Palazzo Corner Spinelli sur le Grand Canal, 1895, huile sur toile, 23 × 43 cm[2]
- La Place San Marco, 1899, huile sur panneau, 84 × 145 cm[réf. nécessaire]
- La Riva degli Schiavoni à Venise, vers 1900, Fondation Cariplo[réf. nécessaire]
- Lagune, vers 1900, Fondation Cariplo[réf. nécessaire]
- Venise (« Entre le soleil et la lune »), 1908, huile sur toie marouflée sur bois, 90 × 102 cm, Palais du Belvédère[3]
- "Le Traghetto", 1914, Galerie d'Art moderne de Florence[réf. nécessaire]
- Harmonie verte, vers 1920, Fondation Cariplo[réf. nécessaire]
- La Venise pauvre, huile sur toile, 51 × 76 cm, Collection privée, Vente 2023[4]
- Venise, huile sur panneau, , 49 × 78 cm, Collection privée, Vente 2016[5]49 x 78 cm

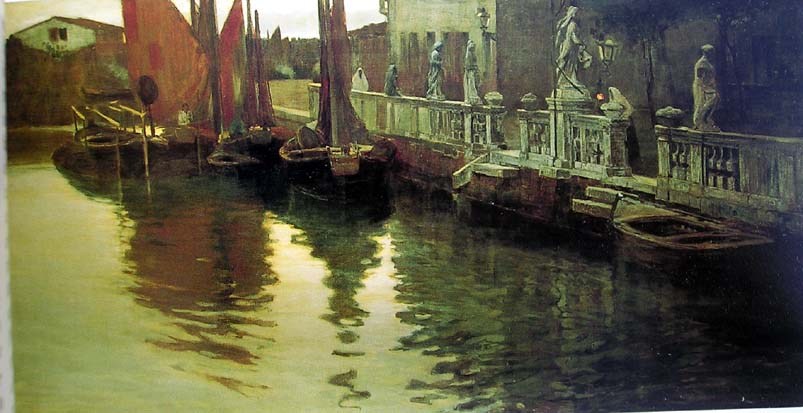
La Campana della Sera, 1893 musée Revoltella
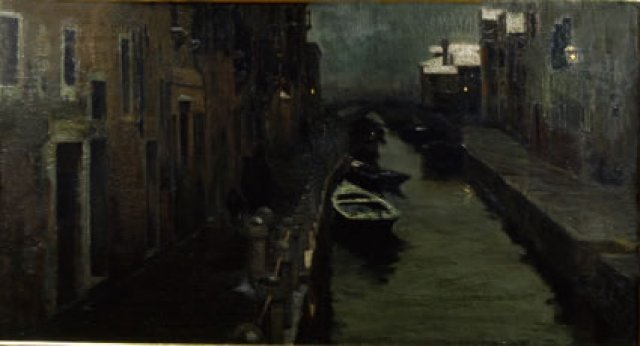
Inverno, 1890 galerie nationale d'Art moderne et contemporain de Rome
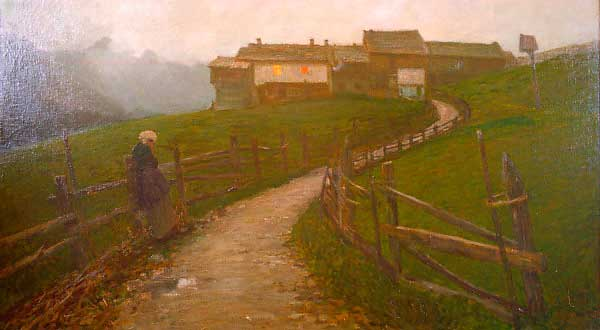
Tristezza, 1895
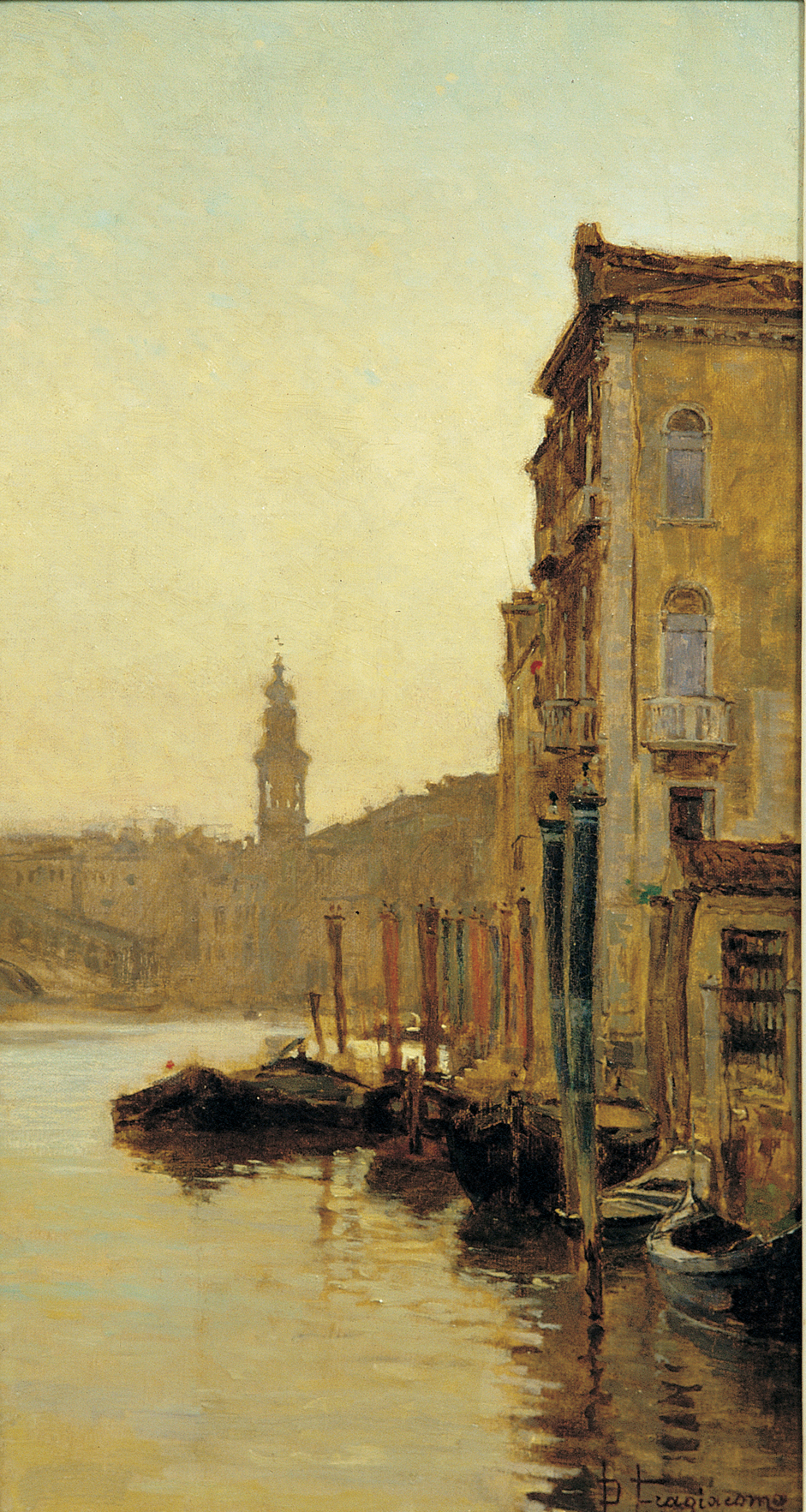
Sur le Grand Canal, 1895 Collection privée
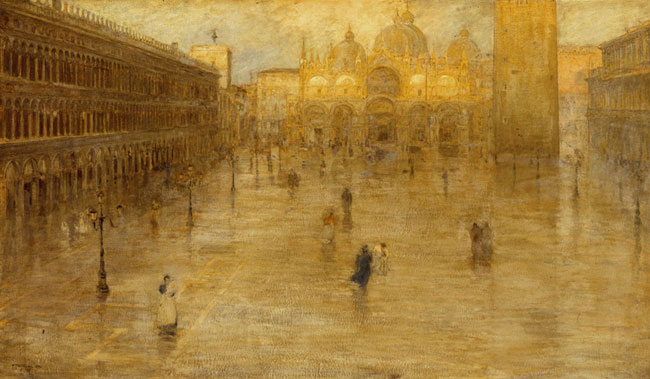
Piazza San Marco, 1899
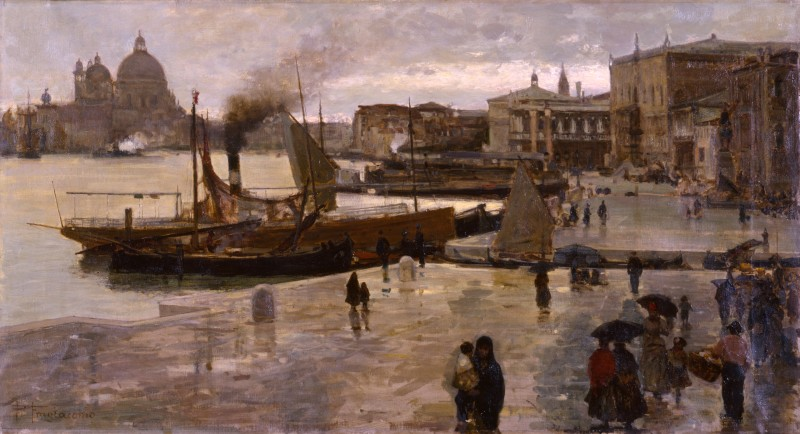
La Riva degli Schiavoni a Venezia, vers 1900
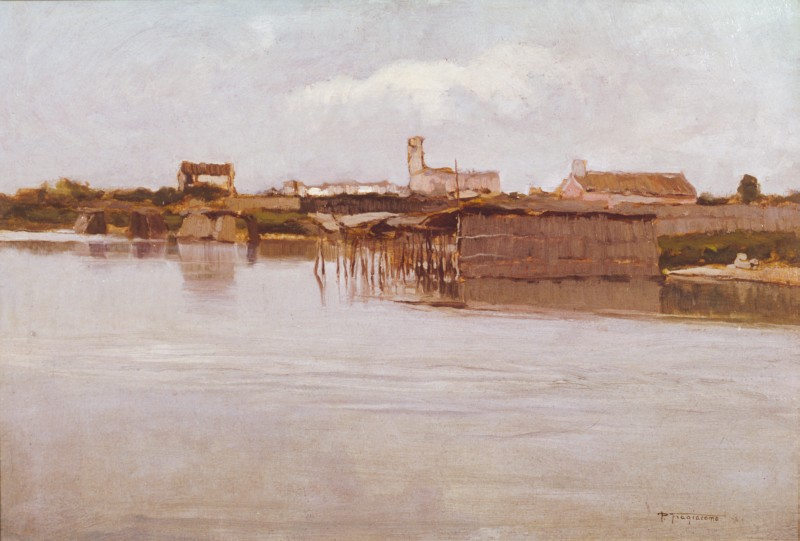
Laguna, vers 1900
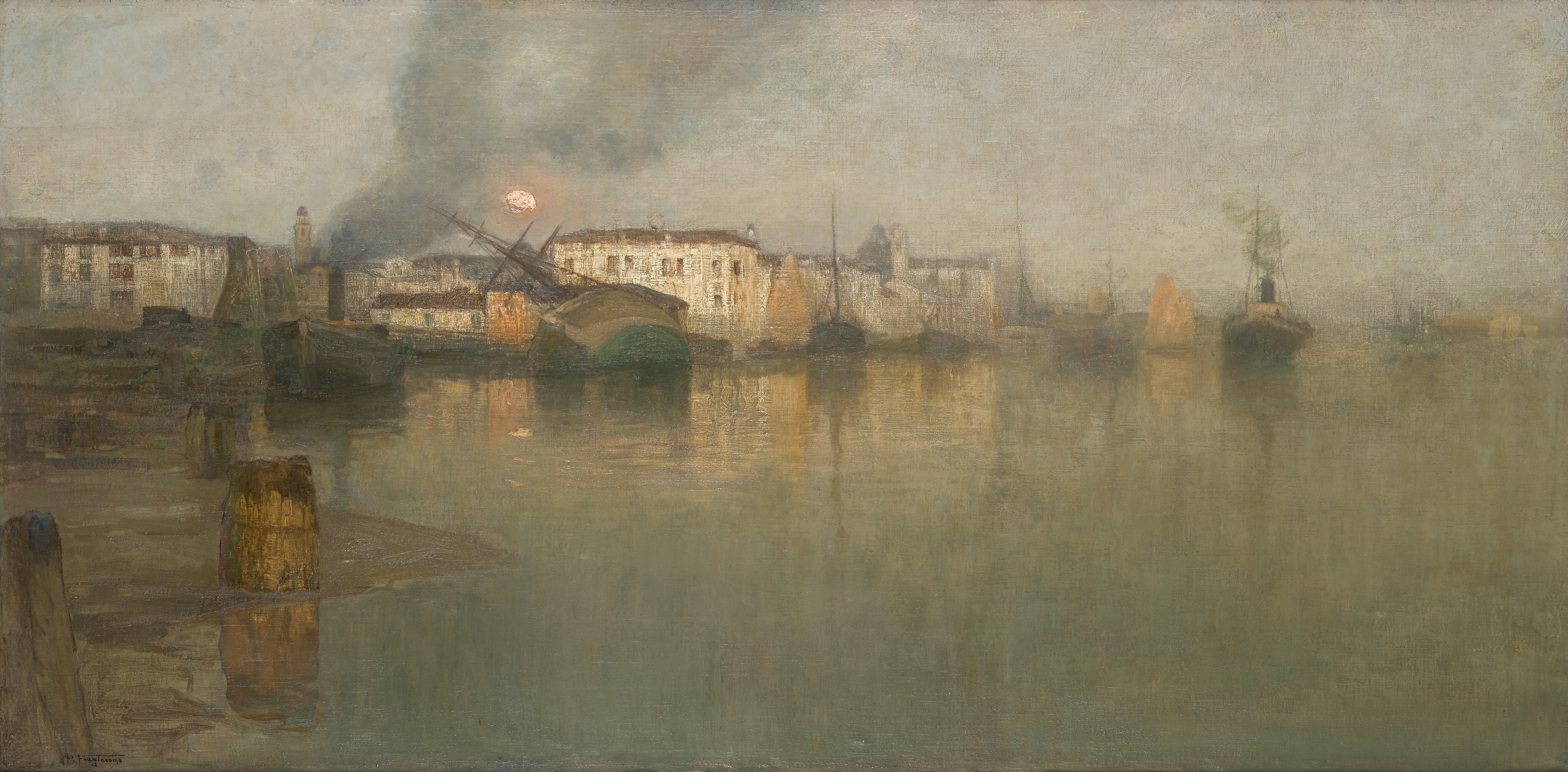
Fra sole e luna, 1908 Palais du Belvédère
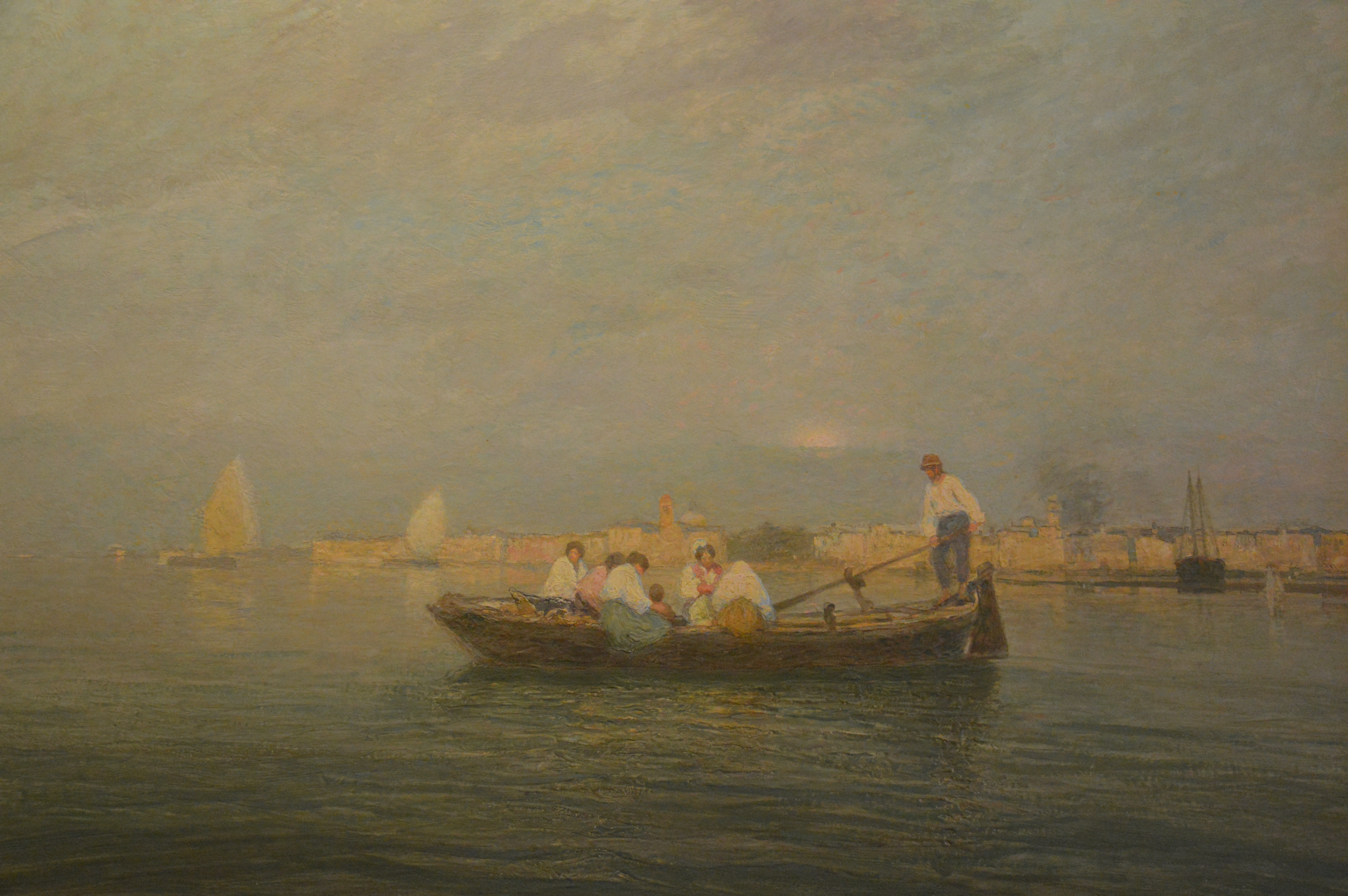
Il Traghetto, 1914 galerie d'Art moderne de Florence
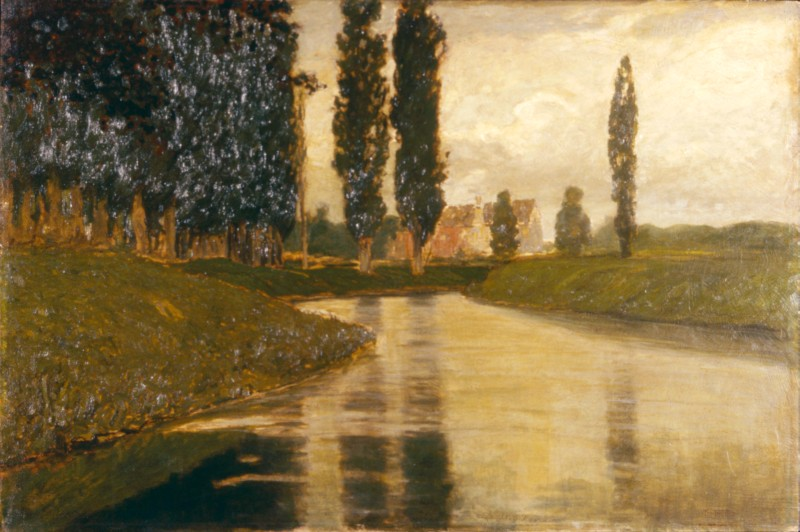
Armonie verdi, vers 1920
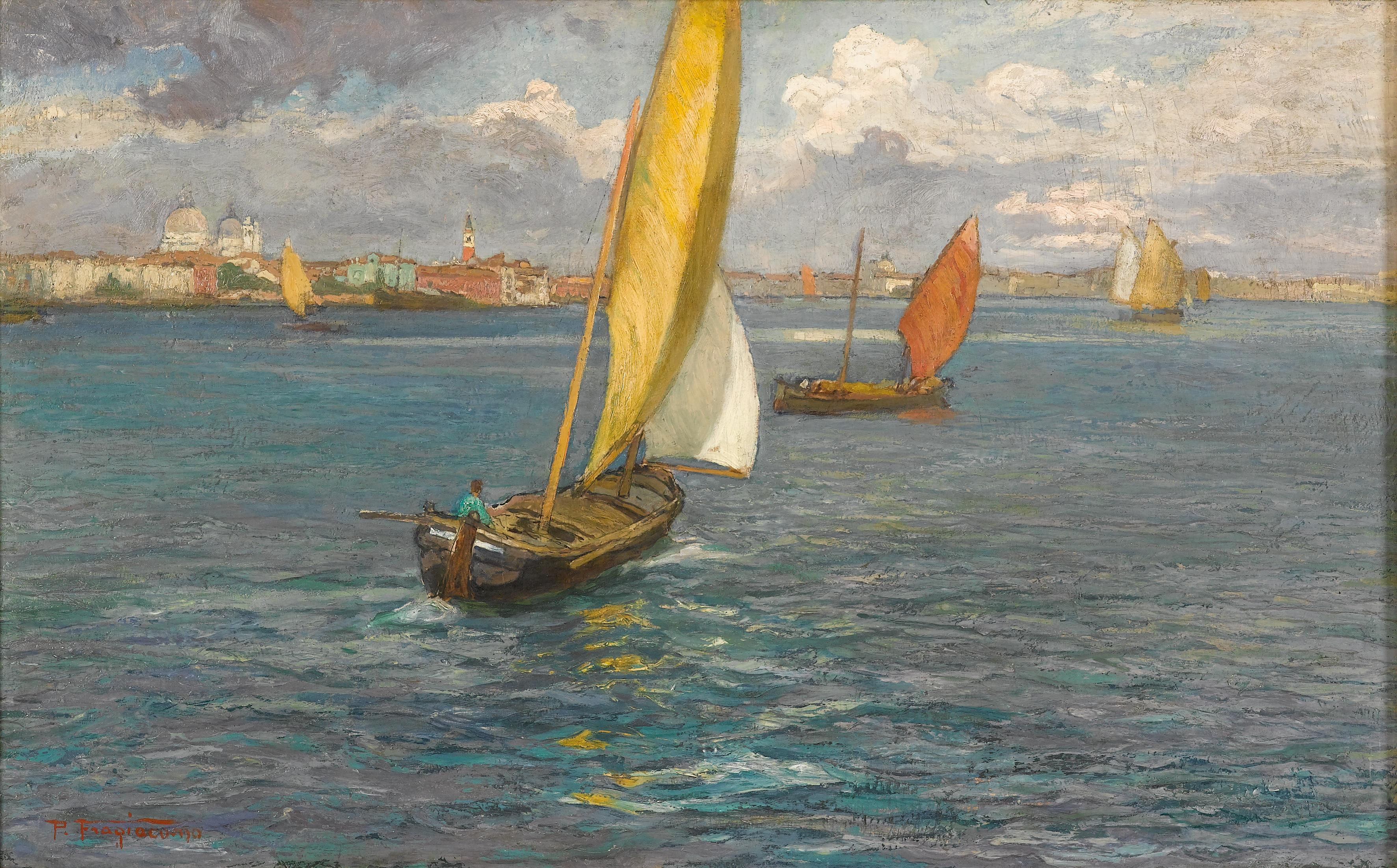
Venise, vers 1920 Collection privée
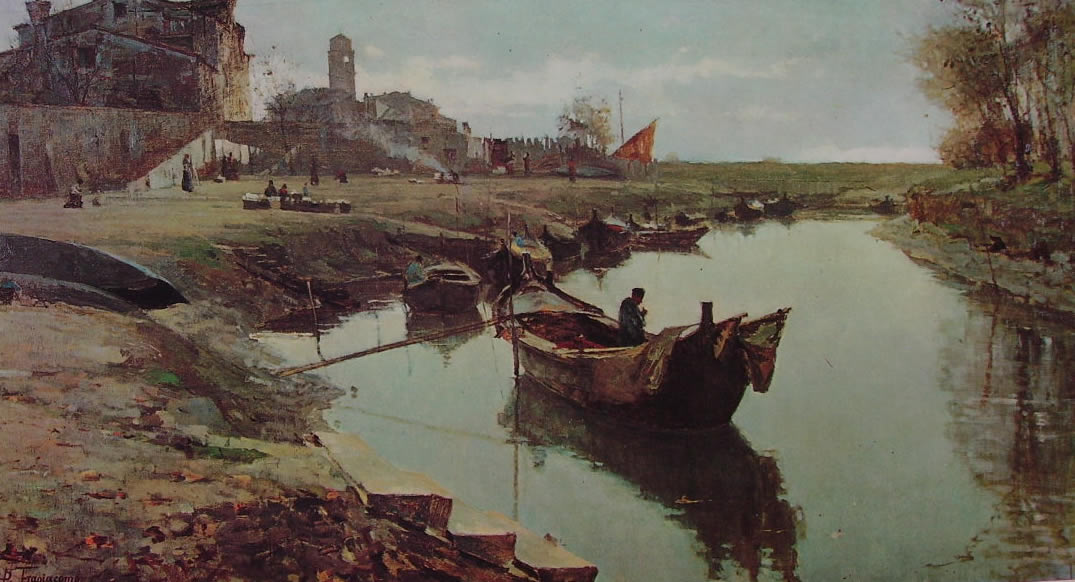
Venezia povera, Collection privée